# Лебсько
Ле́бсько (пол. Łebsko) — озеро у Польщі на території Поморського воєводства, третє за величиною озеро Польщі. Озеро за походженням реліктове. Площа водяного дзеркала становить 71,4 км². Максимальна глибина 6,3 м. Довжина озера становить 16,4 км, а ширина 7,6 км. 
Озеро розташоване на території Словінського національного парку. Через озеро протікає річка Леба. Назва озера зустрічається в джерелах ХІІІст. і є похідною від назви цієї річки. На території озера створено низку заповідників та заказників. Воно у межах фізико-географічного мезорегіону Словінське узбережжя на Кошалінському побережжі

Розташування і форма

| Озеро | Це незавершена стаття про озеро . Ви можете допомогти проєкту, виправивши або дописавши її. |

| Польща | Це незавершена стаття з географії Польщі. Ви можете допомогти проєкту, виправивши або дописавши її. |

## Назва
Джерельні докази назви озера Лебсько знаходяться в джерелах 13 століття: Lebzco близько 1229 р., Lebsco в 1283 р., Lebscho, Lebsko, Lebsco в 1286 р., Lebsko, Labezk в 1313 р., Lieba, Leba в 1638 р. Назва озера утворена за допомогою суфікса *-ьsko від назви річки Łeba. Після Другої Світової Війни озеро тимчасово називалося Łeba або Leba, що походить від назви річки Леби.